# 未来的太阳
是2023年上映的意法合拍喜剧剧情片，由南尼·莫莱蒂自编自导主演。电影于2023年4月20日在意大利上映，同时入选第76屆坎城影展主竞赛单元，争夺金棕榈奖。

## 梗概
导演焦尔瓦尼一直想把美国作家約翰·齊弗的短篇小说《游泳者》改编成影视作品，用意大利的流行歌曲作配乐。焦尔瓦尼的妻子宝拉是制片人，两人有一个当音乐人的女儿。焦尔瓦尼忙着拍一部以1956年匈牙利革命为题材的电影的时候，宝拉也在拍另一部电影。然而焦尔瓦尼不喜欢宝拉跑去拍别的电影，觉得两人应该专注于同一部电影。后来焦尔瓦尼去宝拉的片场探班，期间公开批评电影的导演、剧情设计及拍摄中的结尾戏份。宝拉对焦尔瓦尼的态度非常不满，第二天就离开了他。没过多久，焦尔瓦尼就碰到财务问题，宝拉决定帮他一把，给他介绍了一些韩国制片人。宝拉的出手相救深深地影响了焦尔瓦尼，让焦尔瓦尼改动了自己电影的结尾，以便传达更为正向的信息。

## 演员
- 南尼·莫莱蒂 饰 焦尔瓦尼（Giovanni）
- 瑪姬麗塔·貝 饰 宝拉（Paola）
- 西尔维奥·奥兰多（英语：Silvio Orlando） 饰 恩尼奥（Ennio）
- 馬修·亞瑪希 饰 皮埃尔（Pierre）
- 芭博拉·伯布洛娃（英语：Barbora Bobuľová） 饰 薇拉（Vera）
- 佐尔特·安格尔（法语：Zsolt Anger）
- 杰兹·斯图尔（英语：Jerzy Stuhr）
- 特科·塞利奥（義大利語：Teco Celi）
- 瓦伦蒂娜·罗马尼（英语：Valentina Romani）
- 阿里安娜·波佐利（Arianna Pozzoli）
- 埃琳娜·莱蒂（義大利語：Elena Lietti）
- 弗拉维奥·富尔诺（義大利語：Flavio Furno）
- 法兰西丝卡·布兰迪（Francesca Brandi）
- 米歇尔·埃伯内亚（Michele Eburnea）
- 劳拉·纳尔迪（Laura Nardi）
- 朱塞佩·斯科迪蒂（Giuseppe Scoditti）
- 阿里安娜·塞劳（Arianna Serrao）
- 布鲁·约希米（義大利語：Blu Yoshimi）
- 俞善姬（Sun Hee You）

## 制作
《未来的太阳》由南尼·莫莱蒂与法兰西丝卡·马西亚诺、菲德丽卡·蓬特雷莫利及瓦莉娅·桑特拉共同创作，莫莱蒂旗下的Sacher Film、多梅尼科·普罗卡奇旗下的Fandango，Rai Cinema及法国契约影业共同制作，法国电视三台影业、Canal+、Ciné+和法國電視台参与制作。导演莫莱蒂表示电影“复杂、所费不赀”。
主体摄影于2022年3月8日启动，取景地包括奇尼奇塔及罗马街头。2022年5月，在罗马帝国广场大道取景，现场有一支精神设计的游行队伍，由乐队、群众演员、马匹及大象组成。然而“反活体解剖联盟”等动物权利组织批评莫莱蒂在片场中使用动物。2022年6月21日杀青。

## 发行
电影入选第76屆坎城影展主竞赛单元，争夺金棕榈奖，2023年5月24日在电影节上放映。2023年4月20日，电影在意大利院线上映，由01 Distribution发行。法国方面由契约影业负责发行，定档2023年6月28日上映。电影还受邀在第27届利马电影节、第28届釜山国际电影节和2023年台北金馬國際影展上放映。海外地区的发行由Kinology负责。

## 反响

### 专业评价
根据評論匯總网站爛番茄汇总的21篇评论文章，52%的评论家给予该作正面评价，平均打分为5.5分（满分10分）。在Metacritic上，根據8位影評人給予47分（滿分100分），這部電影獲得了「評價褒貶不一或一般」。

### 奖项与提名
| 大奖                 | 颁奖日期      | 奖项                        | 获得者                                                               | 结果 | 参考   |
| -------------------- | ------------- | --------------------------- | -------------------------------------------------------------------- | ---- | ------ |
| 戛纳电影节           | 2023年5月27日 | 金棕榈奖                    | 南尼·莫莱蒂                                                          | 提名 | [ 10 ] |
| 米什科尔茨国际电影节 | 2023年9月9日  | 艾默利·普萊斯柏格最佳影片奖 | 《未来的太阳》                                                       | 提名 | [ 20 ] |
| 銀緞帶獎             | 2023年6月20日 | 银缎带奖最佳女配角          | 芭博拉·伯布洛娃                                                      | 獲獎 | [ 21 ] |
| 銀緞帶獎             | 2023年6月20日 | 古列尔莫·比拉吉奖           | 瓦伦蒂娜·罗马尼                                                      | 獲獎 | [ 21 ] |
| 銀緞帶獎             | 2023年6月20日 | 最佳影片                    | 南尼·莫莱蒂                                                          | 提名 | [ 22 ] |
| 銀緞帶獎             | 2023年6月20日 | 最佳导演                    | 南尼·莫莱蒂                                                          | 提名 | [ 22 ] |
| 銀緞帶獎             | 2023年6月20日 | 最佳剧本                    | 法兰西丝卡·马西亚诺、南尼·莫莱蒂、菲德丽卡·蓬特雷莫利、瓦莉娅·桑特拉 | 提名 | [ 22 ] |
| 銀緞帶獎             | 2023年6月20日 | 最佳女主角                  | 瑪姬麗塔·貝                                                          | 提名 | [ 22 ] |
| 銀緞帶獎             | 2023年6月20日 | 最佳美术设计                | 亚历山德罗·万努基                                                    | 提名 | [ 22 ] |
| 銀緞帶獎             | 2023年6月20日 | 最佳音响                    | 亚历山德罗·扎农                                                      | 提名 | [ 22 ] |
| 銀緞帶獎             | 2023年6月20日 | 最佳配乐                    | 弗兰科·皮尔桑蒂                                                      | 提名 | [ 22 ] |